# Assembly
Assembly je peti studijski album norveške grupe Theatre of Tragedy. Ovo je zadnji album na kojem je ženski vokal Liv Kristine Espenæs Krull. Za razliku od teme Musiquea koja se uglavnom koncetrira oko tehnologije, temu Assemblyja čine ljudi. 

## Popis pjesama
1. "Automatic Lover"
2. "Universal Race"
3. "Episode"
4. "Play"
5. "Superdrive"
6. "Let You Down"
7. "Starlit"
8. "Envision"
9. "Flickerlight"
10. "Liquid Man"
11. "Motion"